# Етикет у Європі
Етикет у Європі — це норми і правила поведінки, прийняті в Європі. Варто зазначити, що європейський етикет не є загальноприйнятим для всього регіону, і в кожній європейській країні або провінції існують свої історико-культурні норми в етикеті. Також етикет у Європі може різнитися і за мовним принципом, наприклад, як у Швейцарії, де проживають чотири основні мовні групи людей: німецькошвейцарці, франкошвейцарці, італошвейцарці та романші, у мовах яких історично існують свої форми ввічливості та звернення.
Незважаючи на цю неоднорідність, існує багато норм і правил етикету, які поширені по всій Європі, а також особливостей, які є загальними для всього регіону. Римська імперія історично є джерелом європейської культури: монарші родини, у яких подружжя зазвичай були представниками різних королівських родів, з'явилися в історії Європи найбільш ефективним способом поширення духовно-культурних цінностей, що стали загальноприйнятими для всієї цієї частини Світу. Яскравим прикладом може послужити французька верхівка у Версалі, яка остаточно сформувала загальноприйнятий європейський етикет.

## Мова і форми звернення
У Європі не прийнято відправляти анонімне повідомлення або лист, підписаний кимось, але не автором.
Більшість мов мають різні займенники, які позначають формальність чи знайомство при зверненні. Це також може бути застосовано до загальних фраз, наприклад, «Як справи?» Використання недоречних форм може бути розцінено як приниження, образа і навіть агресія. І навпаки, використання офіційних форм звернення по відношенню до близьких або друзів може бути розцінено як неввічливість, снобізм і відчуженість.
Ввічливість може виражатися в різних мовах і областях по-різному. Наприклад, звернення до людини з пошаною або титулом може бути нормою в одній мові, але надто формальним в іншому.
У більшості куточків Європи звернення до кого-небудь на ім'я означає певну дружбу між людьми. При спілкуванні з незнайомцями використання прізвища або офіційної форми звернення є нормою, зазвичай до тих пір, поки люди не погодяться перейти на більш неформальну форму звернення. Але це не застосовується серед молоді, учасників спецгруп (наприклад, студентів).

## Квіти

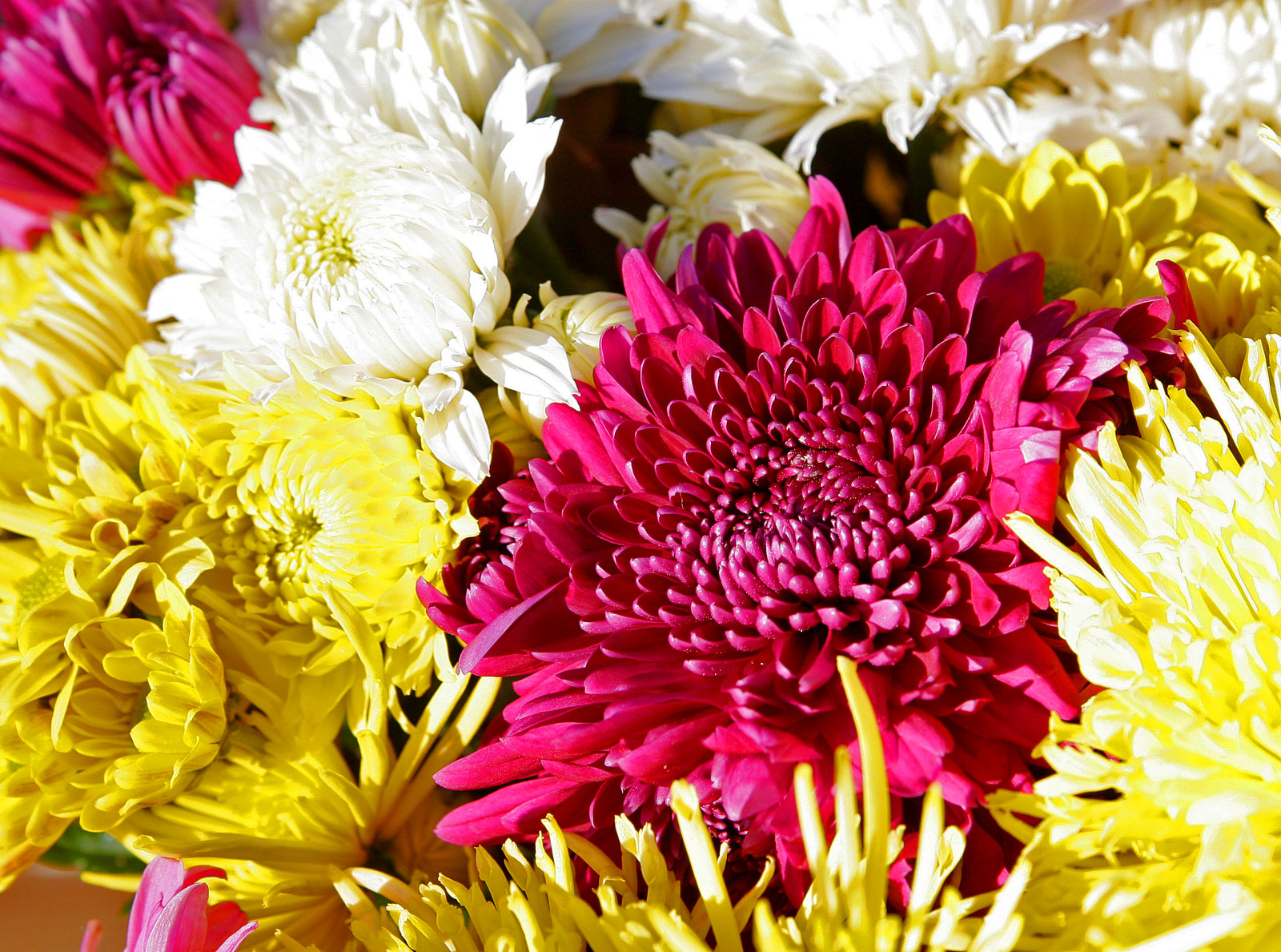
Хризантеми доречні тільки для похорону в деяких європейських країнах.

У деяких країнах певні квіти, такі як хризантеми, вручають тільки на поховальних церемоніях. У Франції червоні троянди дарують, коли хтось закоханий. У Фінляндії діє подібне правило, але червоні троянди також можуть дарувати випускники, коли закінчують школу і ті, хто збирається вступати до університету. В Україні не прийнято дарувати жовті квіти на весілля, оскільки вони можуть означати невірність нареченого або нареченої. У Вікторіанській Англії було розроблено мову квітів.

## Капелюхи та пальто
У Європі вважається недоречним носіння капелюхів та інших головних уборів у приміщенні, особливо, в церквах, школах, вдома й інших високо значущих громадських місцях. Однак, в католицьких і православних церквах для жінок це правило не діє, навпаки, всіляко зобов'язують їх покривати свої голови, наприклад, хустками.
Носіння пальто, черевиків та інших предметів верхнього одягу усередині якого-небудь будинку вважається недоречним і обурливим. Сидіти за обіднім столом під час трапези в верхньому одязі та капелюсі розцінюється як невихованість і поганий тон. Також прийнято знімати капелюха при вираженні поваги людині. Зняті капелюхи — це також форма вітання, яка сягає своїм корінням в Середньовіччя, коли лицарі знімали свої шоломи при зустрічі зі своїм королем; якщо не зробити цього, то це сприймалося як недовіра і ворожість.

## Взуття
У деяких європейських країнах допускається носіння взуття в приміщенні, але в таких, як Австрія, Боснія і Герцеговина, Болгарія, Чехія, Хорватія, Грузія, Данія, Естонія, Фінляндія, Німеччина, Угорщина, Ісландія, Латвія, Норвегія, Польща, Румунія, Казахстан, Сербія, Словаччина, Швеція та Словенія це не прийнято і може бути сприйнято як невихованість. У Великій Британії це майже типово у всіх випадках, пов'язаних з дітьми під час формальних церемоній, де подібне вважається деяким винятком. Дорослі, які приходять в гості, можуть не знімати взуття, але якщо тільки дозволив господар будинку. Зняття взуття може розглядатися як часткова відмова від формальності, яка недоречна для всіх випадків. Зазвичай зняття взуття перед входженням до будинку в усьому світі вважається звичайною справою, якщо воно брудне і мокре.

## Гроші
Розмови і питання про добробут людини, його майно або успіхи в бізнесі вважається вульгарним. Люди рідко будуть говорити про те, як багато вони заробляють або мають в банку і ніколи не вимагатимуть такої інформації від інших. Неввічливим вважається питати колегу про його зарплату, а в деяких місцях подібне і зовсім заборонено. Навіть якщо інформація про зарплату якогось держслужбовця знаходиться у відкритому доступі або опублікована на сайті, все одно вважається вкрай недоречним ставити питання: «Скільки Ви заробляєте?»

## Транспорт
При використанні ескалатора в Нідерландах, Франції, Іспанії, Росії і Великої Британії люди встають по праву сторону для того, щоб по лівій можна було пройти. Безумовно, подібне правило не застосовується для вузьких ескалаторів. У країнах, де це правило не має широкої популярності, встановлюються знаки, наприклад, в Німеччині: «rechts stehen, links gehen» («стійте на правій, проходите по лівій»). У всіх європейських країнах, крім Великої Британії, Ірландії, Мальти і Кіпру, автомобілі та громадський транспорт їздить по правій стороні дороги (в стародавні часи представники знаті тримали свій меч у правій руці, так, щоб пішоходи і вершники, що рухаються їм назустріч, могли пройти по лівій стороні).

## Порядок черги
У Великій Британії та Ірландії люди шикуються в прямолінійну чергу. Якщо людина залишила своє місце в черзі, то щоб знову повернутися в неї, йому необхідно заново займати чергу. Також викликає несхвалення, якщо хтось займає місця і для своїх друзів.

## Оголення
У Європі вважається непристойним оголювати статеві органи. У випадку з жінками вважається непристойним оголення грудей, особливо сосків, але не у всіх країнах оголення грудей розцінюється як правопорушення — все залежить від місцевих законів країни. Також в деяких європейських країнах годування грудьми немовлят в громадському місці вважається непристойним. У Європі вважається серйозною образою демонстрація кому-небудь голих сідниць. Однак публічна нагота може бути дозволена в деяких випадках, в залежності від країни. На нудистських пляжах і в роздягальнях басейнів знаходження в одязі вважається непристойним і там необхідно перебувати роздягненим. У саунах ступінь оголення залежить від правил певної країни. Хтось може прийти в сауну голим, а хтось з рушником. У більшості саун відвідувачі можуть на час, за оплату, брати з собою рушники. Також в саунах носять сланці.

## Трапеза
Правила за столом в Європі залежать від регіону і соціального контексту. Вважається неприпустимим класти лікті на стіл, а також говорити з набитим ротом. Вилку прийнято, в більшості випадків, тримати в лівій руці, а в правій руці тримати ніж, використовуючи його для того, щоб нарізати їжу дрібними шматочками.

## Демонстрація процесів, пов'язаних з життєдіяльністю людського організму
Публічна демонстрація печії, відрижки, сечовипускання, випорожнення, колупання в носі, чхання, ригання вважається вульгарним і огидним. Вважається нечемним не прикривати рот або ніс під час позіхання, чхання та кашлю, особливо, за столом. Розмова з набитим ротом вважається вульгарною манерою.
Плюватися на вулиці вважається неприйнятним, а в деяких країнах, таких як Велика Британія, це вважається правопорушенням, але за яке рідко карають.